# Aminata Diarra
Aminata Diarra (* 24. Februar 1970) ist eine ehemalige malische Leichtathletin, die sich auf den Sprint spezialisiert hatte.

## Sport
Diarra nahm an den Olympischen Sommerspielen 1988 in Seoul teil. In den Wettläufen über 100 m und 200 m schied sie in den Vorläufen aus.